# Étrepigney
Étrepigney é uma comuna francesa na região administrativa de Borgonha-Franco-Condado, no departamento de Jura. Estende-se por uma área de 15,6 km². Em 2010 a comuna tinha 434 habitantes (densidade: 27,8 hab./km²).